# Schmittgasse 6 (Anzefahr)

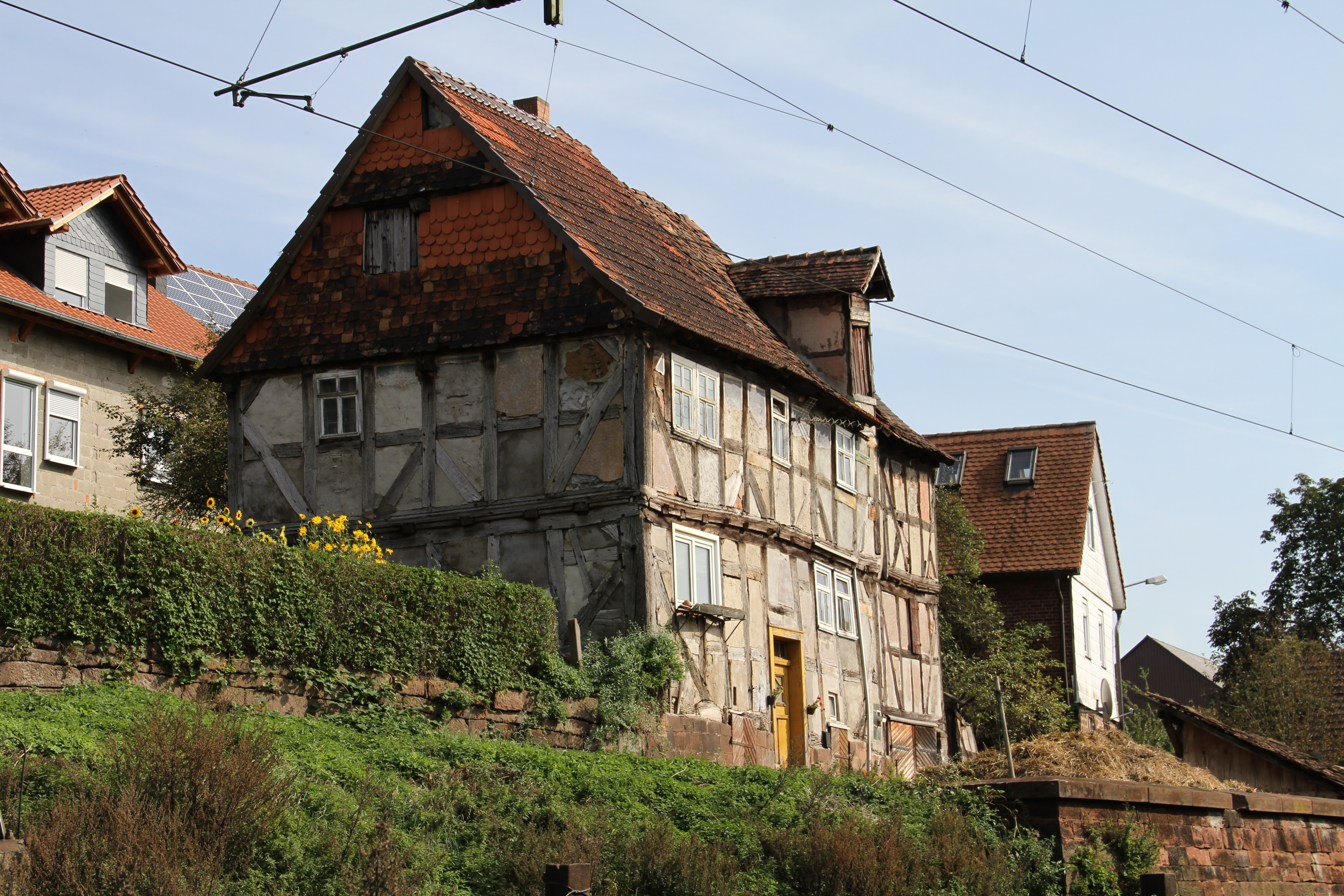
Haus Schmittgasse 6 von Südwesten, im Vordergrund der Bahndamm der Main-Weser-Bahn.

Das Haus Schmittgasse 6 ist ein denkmalgeschütztes Fachwerkhaus in Anzefahr, einem Ortsteil der hessischen Stadt Kirchhain im Landkreis Marburg-Biedenkopf.
Das im 18. Jahrhundert erbaute Einhaus liegt am südlichen Ortsrand gegenüber der Ordensmühle, zwischen beiden Gebäuden verläuft die Main-Weser-Bahn. Der zweigeschossige Bau liegt parallel zur Bahntrasse und steht auf einem hohen Sockel. Die Fachwerkkonstruktion zeichnet sich durch einen profilierten Geschossversatz aus, die gebogenen Streben reichen bis in den Keller. Zwischen den Fenstern ist das Fachwerk nur brüstungshoch ausgesteift.